# Муяканский хребет
Муяка́нский хребе́т — горный хребет в Забайкалье, находится между реками Муякан и Муя (левый приток Витима), административно располагается на территории Муйского и Северо-Байкальского районов Бурятии.
Протяжённость хребта составляет 120 км. Преобладающие высоты — от 2000 до 2200 м, максимальная — 2478 м. Хребет сложен кристаллическими сланцами, гнейсами и магматическими породами. В осевой части преобладают резкие альпийские формы. До высоты 1100—1300 м хребет покрыт лиственничной тайгой, выше — пояс кедрового стланика, который сменяется горной тундрой.